# اقتصاد جنوب السودان
اقتصاد جنوب السودان هو واحد من أضعف وأكثر الاقتصادات تخلفاً، مع القليل من البنية التحتية القائمة وأعلى وفيات الأمهات ومعدلات الأمية بين النساء في العالم اعتباراً من عام 2011 على مستوى العالم.

## الزراعة
جنوب السودان غني بالإمكانيات الزراعية ولكن منذ عام 1999، عندما بدأ السودان في تصدير النفط انخفض الإنتاج الزراعي في البلاد. ووفقًا للبنك الدولي، كان متوسط معدل النمو السنوي للقطاع الزراعي بين عامي 2000 و 2008 3.6 في المائة فقط، وهو أقل بكثير من معدل النمو البالغ 10.8 في المائة في العقد السابق. وبحسب منظمة الأغذية والزراعة فإن 4.5 بالمائة فقط من الأراضي الصالحة الزراعة كانت مزروعة عندما أصبح جنوب السودان مستقلاً.
أدى انخفاض الإنتاج الزراعي والاعتماد على الإمدادات الغذائية الأجنبية الباهظة الثمن إلى حدوث نقص حاد في الغذاء في جنوب السودان. وفي عام 2012 كان حوالي 2.7 مليون جنوب سوداني بحاجة إلى المساعدات الغذائية.
بدأت الحكومة في معالجة قضية الأمن الغذائي. ووفقًا لإليزابيث مانوا ماجوك ، وكيلة وزارة التجارة والصناعة والاستثمار، جعلت حكومة جنوب السودان إنتاج الغذاء أولوية قصوى. أعلنت وزارة الزراعة في جنوب السودان هدفها المتمثل في زيادة إنتاج الغذاء في جنوب السودان إلى مليوني طن متري سنويا بحلول عام 2013.

## النفط
قبل الاستقلال، أنتج جنوب السودان 85 ٪ من إنتاج النفط السوداني. ووفقًا لاتفاقية السلام الشامل  كان من المقرر أن يتم تقسيم عائدات النفط بالتساوي طوال مدة الاتفاقية. ونظرًا لأن جنوب السودان يعتمد على خطوط الأنابيب ومنشآت الموانئ في ولاية البحر الأحمر في السودان، فقد نصت الاتفاقية على أن الحكومة السودانية ستحصل على 50٪ من إجمالي عائدات النفط. وتشكل عائدات النفط أكثر من 98٪ من ميزانية حكومة جنوب السودان وفقًا لوزارة المالية والتخطيط الاقتصادي.
وبسبب أن السودان كان على قائمة الدول الراعية للإرهاب وإصرار الخرطوم على الحصول على حصة من أرباح أي صفقة تجريها جنوب السودان، فإن الشركات الأمريكية ليس لها وجود فعلي في قطاع النفط في جنوب السودان.